# Сан-Альфредо (Парагвай)
Сан-Альфредо (исп. San Alfredo) — город в Парагвае, расположенный в департаменте Консепсьон. Население составляет около 6500 жителей.

## Климат
Летом максимальная температура 40°С, минимальная достигает 2°С, средняя 24°С. Самые дождливые месяцы — с ноября по январь, а самые сухие — с июня по август. Преобладают ветры с севера, востока и юго-востока, летом идут обильные дожди, а зима в целом сухая.